# 小金龟子岛
小金龟子岛是钓鱼岛及其附属岛屿中的一个小岛，位于黄尾屿西南，坐标为25°55.2′N 123°40.7′E。2012年3月3日，中华人民共和国国家海洋局、民政部公布其标准名称。
小金龟子岛是紧邻黄尾屿的一个卫星小岛。在各个卫星岛中，小金龟子岛位于大金龟子岛东南。

## 外部連結
- 中華民國內政部釣魚臺列嶼簡介（繁體中文）
- ウオッちず 地図閲覧サービス（試験公開） （页面存档备份，存于）（日本国土地理院の地形図）（日語）